# CStar
CStar és un canal de televisió privat francès, la temàtica del qual es focalitza en la música. És propietat del grup Canal + qui en un principi llençà el canal Direct Star. Forma part dels canals de televisions nous que van aparèixer amb l'arribada de la televisió digital terrestre a França, malgrat que el canal pot veure's també per cable o satèl·lit. El canal inicial, Direct Star, es presentava com un canal dedicat a la premsa del cor a les celebritats, però amb el canvi cap a D17 el fa decantar cap a una MTV a l'estil francès. Des del 7 d'octubre del 2012, de fet, l'eslògan branda "La chaîne musicale et entertainment" (el canal musical i d'entreteniment).